# Montaigu-le-Blin
Montaigu-le-Blin è un comune francese di 315 abitanti situato nel dipartimento dell'Allier della regione dell'Alvernia-Rodano-Alpi.

## Società

### Evoluzione demografica
Abitanti censiti